# Verticipronus mytilus
Verticipronus mytilus är en musselart som beskrevs av Hedley 1904. Verticipronus mytilus ingår i släktet Verticipronus och familjen Philobryidae. Inga underarter finns listade i Catalogue of Life.